# Ulearum
Ulearum é um género botânico pertencente à família Araceae.